# Northwestern University
Northwestern University er et amerikansk universitet grundlagt i 1851 af John Evans. Det ligger i Evanston i Illinois. 
Northwestern University er hjemsted for Nemmersprisen, der uddeles hvert andet år til ophavsmænd til "værker af blivende betydning i forskellige discipliner". Priserne i økonomi og matematik blev oprettet i 1994, prisen i musik (komposition) i 2004, prisen i medicin i 2015 og prisen i geovidenskab i 2016.

## Kendte studerende
- Seth Meyers, tv-vært